# Krzywe (powiat brzozowski)

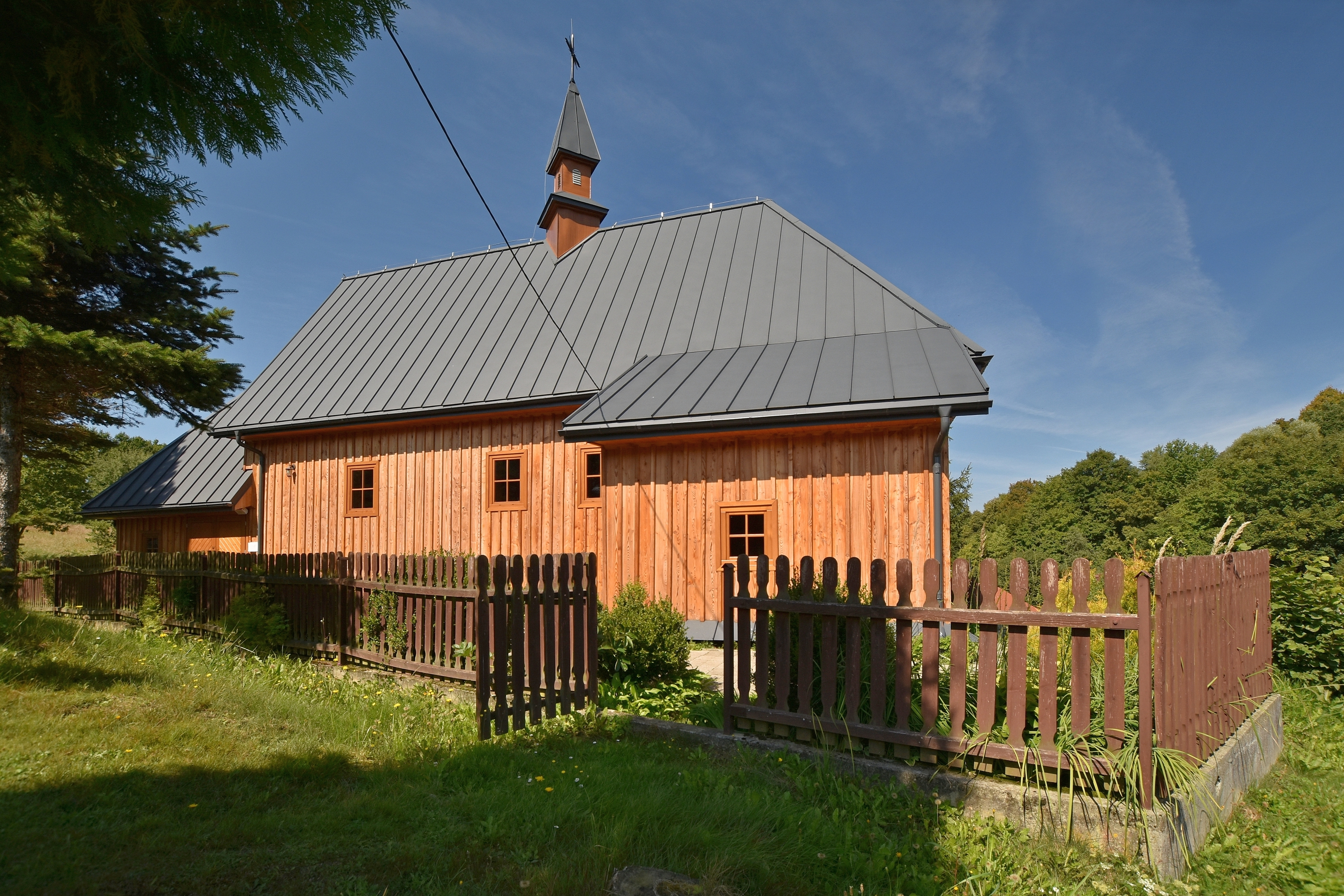
Kościół w dawnej cerkwi

Krzywe – wieś w Polsce położona w województwie podkarpackim, w powiecie brzozowskim, w gminie Dydnia.
W latach 1975–1998 miejscowość należała administracyjnie do województwa krośnieńskiego. Obecnie położona w województwie podkarpackim, w powiecie brzozowskim, w gminie Dydnia.

## Środowisko naturalne
Wioska jest położona na pagórkowatym terenie, a właściwie między dwoma wzniesieniami, czyli w takiej dolinie (wąwozie). Przez wieś biegnie droga, a po jej prawej czy lewej stronie, widać wzniesienia, których znaczne obszary porastają drzewa, a nawet lasy. Wzdłuż drogi płynie mała rzeka – często zamieniająca się w rwący potok. Od strony miejscowości Końskie ukształtowania wzdłużnego wsi obniża się w kierunku miejscowości Dydnia.

## Historia
- Miejscowość w wieku XV prawdopodobnie jeszcze nie istniała. Źródła po raz pierwszy wymieniają ją w 1552 r.
- Nazwa Krzywe pochodzi prawdopodobnie od ukształtowania terenu i krzywej drogi biegnącej wzdłuż całej miejscowości.
- W połowie XIX wieku właścicielem posiadłości tabularnej w Krzywem był Feliks Pohorecki[6].

## Zabytki
- Zbudowana w roku 1759 dawna filialna cerkiew greckokatolicka pw. Zaśnięcia Najświętszej Maryi Panny. Od roku 1971 cerkiew jest wykorzystywana jako rzymskokatolicki kościół filialny parafii św. Michała Archanioła i św. Anny w Dydni.

## Osoby związane z Krzywem
- Henryk Cipora – znany rzeźbiarz ludowy specjalizujący się w rzeźbiarstwie sakralnym, często realizuje zamówienia wyposażenia wnętrz kościołów i kaplic, maluje również obrazy.
- Stanisław Nabywaniec – duchowny katolicki; teolog; historyk, specjalizujący się w historii Kościoła unickiego oraz historii Kościoła epoki nowożytnej; nauczyciel akademicki związany z Katolickim Uniwersytetem Lubelskim i Uniwersytetem Rzeszowskim.